# Formacja Furnas
Formacja Furnas (port. Formação Furnas) – formacja geologiczna składająca się ze skał osadowych, występująca w południowej (Brazylii), w niecce Parany. Jej wiek oceniany jest na górny sylur? - dewon.

## Nazwa
Nazwa formacji pochodzi od miejscowości Furnas, gdzie skały te zostały odkryte i opisane po raz pierwszy przez brazylijskiego geologa Eusébio Paulo de Oliveira w 1912 r. jako "piaskowce z Furnas" (port. grés de Furnas).

## Opis
Formacja Furnas składa się ze skał osadowych, głównie z jasnych, prawie białych piaskowców, podrzędnie zlepieńców. Jej miąższość dochodzi do 250 m.

## Położenie

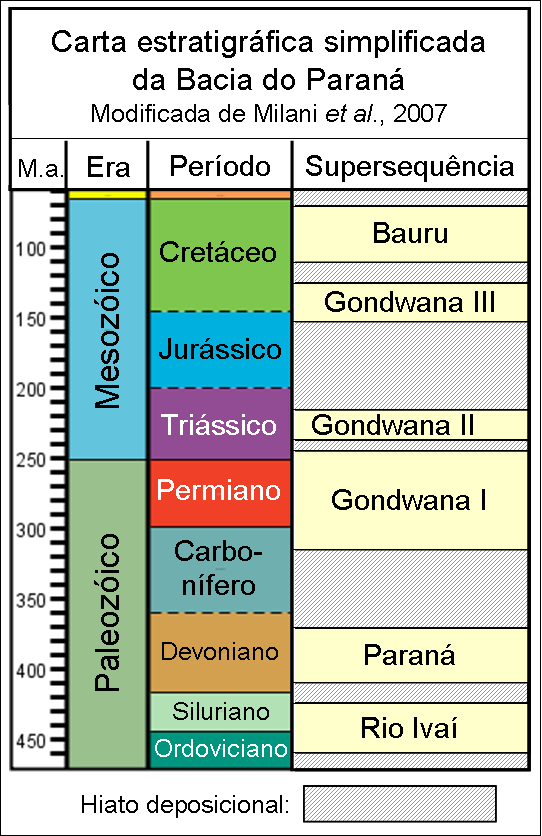
Stratygrafia niecki Parany (według Milani, 1997)

Powyżej zalega formacja Ponta Grossa (port. Formação Ponta Grossa), a poniżej formacja Vila Maria (port. Formação Vila Maria).
Milani (1997) określił formację Furnas jako część supersekwencji Paraná (port. Supersequência Paraná).